# Yves Saint Laurent - Pierre Bergé, l'amour fou
Pour les articles homonymes, voir Yves Saint Laurent (homonymie), Saint-Laurent et L'Amour fou (homonymie).
Pour plus de détails, voir Fiche technique et Distribution.
Yves Saint Laurent - Pierre Bergé, l'amour fou est un documentaire français réalisé par Pierre Thoretton, sorti en 2010

## Fiche technique
- Montage : Dominique Auvray
- Durée : 100 minutes
- Pays de production :  France
- Date de sortie : France 22 septembre 2010

## Distribution
- Yves Saint Laurent : lui-même (images d'archives)
- Pierre Bergé : lui-même
- Catherine Deneuve : elle-même